# 孙玉林
孫玉林（1915年12月16日—1951年6月29日），中國共產黨員，河北省寧津縣人，抗日戰爭期間擔任八路軍東汶寧支隊團參謀長，戰後在花蓮開米廠，因蘇藝林案判處死刑1951年6月29日槍決於台北水源路刑場。

## 生平
孫玉林，1915年12月16日生於河北省寧津縣，河北省立第九師範畢業，曾任小學教師及小學校長，抗戰時，第九師範訓育主任馬皋如在惠民組織游擊隊，孫玉林參軍，但是部隊軍紀不佳，由當地土匪領導，不久，所屬軍隊就被八路軍合併，隸屬東汶寧支隊，由蕭華領導，孫玉林先後擔任政治指導員、連長、團參謀長。
孫玉林於1945年抵台，先後擔任民政處第二科任辦事員、宜蘭區署總務科長、台灣省松山救濟院幹事、台南省立工業職業學校庶務組長，1948年，在花蓮開設廣益貿易行與泰豐米廠。
1948年，中共中央社會部部長李克農先後派遣朱芳春（化名非）、蕭明華、周一粟等多名特工赴台發展組織。非接受李克農指示與孫玉林取得聯繫，在宜蘭礁溪溫泉區與老同學蘇藝林及非碰面，孫玉林開始參與中共中央社會部在台地下組織運作，李克農之兩項指示與九大任務，主要是蒐集海陸空軍情報，策反將領陣前起義、動搖正取官吏加入、成立武裝和登陸接應點等。
孫玉林在花蓮經營泰豐米廠，透過幫助陸軍第五十四軍政治部少將主任柏羽笙，讓柏羽笙棲身在自宅，利用關係獲得第五十四軍軍米生意。
非指示孫玉林與潛台中共黨員周一粟、陳平成立組織，由周一粟實際負責，並要求孫玉林在花東地區籌組地下武力。孫玉林透過關係結識花蓮空軍軍糧補給庫庫長朱冠軍，將軍糧交存孫玉林的泰豐米廠，前後交付約達十五萬斤。孫玉林利用軍糧在市場販售牟利取得資金，用廣益貿易行投資林場，並允諾朱冠軍分與投資林場之利潤。林振成、簡桂生是日本派往南洋作戰的台籍軍伕，有作戰經驗，二二八時，曾糾集同為南洋返台的軍夫抗爭，受孫玉林吸收，加入周一粟領導之林場為掩護，林振成取得台灣銀行十元卷真銅版，在山上印製假鈔，做為購買武器之資。
1950年2月非遭當局鎖定，蕭明華、凱相繼被逮捕，孫玉林運作台灣東部防守區司令部參謀處少校參謀白靜寅為非辦得東部防守區司令部之諜報證，讓非（化名趙光鄰）攜帶大量軍事情報搭滬廣輪與蘇藝林母親離台返回大陸，1950年8月部隊軍糧短缺，軍隊發現朱冠軍盜賣軍糧，同時，相關案情陸續曝光，孫玉林也於9月在瑞芳車站被當局誘捕因案落網。1951年7月全案偵查進入後續收網階段，調查局在香港新聞天地週刊刊登整刊的特稿，以李克農照片為封面，標題中共社會部首領李克農的潛台組織已被一網打盡。
當時同樣是台大學生的陳英泰在回憶錄中指出張志忠堅不吐實，而李水井則傾向配合調查爭取輕判減刑，然而陳英泰認為懲治叛亂條例公布與韓戰爆發之後，當局可能會使用極端手段。陳英泰表示：「我相信凱必定是被強迫身不由己，絕不會是出於真心要合作的；後來我聽到他還是被槍斃的消息。至1993年六張犁發現兩百多位當時被槍弊的人的墳墓堆裡發現有凱、蘇藝林、陳平等很多于凱案的人的名字在其中，凱還是逃不出被殺的厄運。」
孫玉林與同案蘇藝林、陳平、周一粟、安學林、張慶、嚴明森、田子彬、劉維、白靜寅、徐毅、余熙、葛仲卿、譚興坦、林振成、簡桂生、馬學樅、李學驊共18人被判處死刑，1951年6月29日槍決於水源路刑場。

## 紀念
2013年10月，北京西山國家森林公園的無名英雄廣場上立有無名英雄紀念碑，為紀念來台灣在1950年代被處決「隱避戰線烈士」而設立。孫玉林銘刻於紀念碑上為，中国國家安全部追認中華人民共和國烈士。

## 平反
2018年10月4日，促進轉型正義委員會第一批平反，依據促轉會107年9月26日本會第9次委員會議決議，撤銷受難者林慶雲君等1270人之刑事有罪判決暨其刑，其中(40)安潔字第 436 號，有關孫玉林意圖以非法之方法顛覆政府而著手實行之有罪判決暨其刑及沒收之宣告正式撤銷。